# Agathosma marifolia
Agathosma marifolia är en vinruteväxtart som beskrevs av Eckl. & Zeyh.. Agathosma marifolia ingår i släktet Agathosma och familjen vinruteväxter. Inga underarter finns listade i Catalogue of Life.